# Trattato di Wallingford
Il trattato di Wallingford (anche conosciuto come trattato di Winchester oppure trattato di Westminster), è stato un accordo raggiunto in Inghilterra nell'estate del 1153. Ha concluso la guerra civile conosciuta come l'Anarchia (1135-54), causata dalla disputa tra l'imperatrice Matilde e suo cugino re Stefano d'Inghilterra riguardo alla successione al trono inglese. Il trattato di Wallingford permise a Stefano di mantenere la corona fino alla sua morte (che giunse nell'ottobre del 1154), ma al contempo lo forzò a riconoscere Enrico d'Anjou (anche conosciuto come Enrico FitzEmpress), figlio di Matilde, come suo successore.

## Preludio al trattato
Nel 1153 la guerra impervia da quasi 15 anni in combattimenti armati, in cui nessuna delle due parti è mai riuscita a conquistare la vittoria. Questo lungo periodo è stato caratterizzato da un crollo di legge e ordine e permise ai baroni di riacquistare ancora più potere nel nord dell'Inghilterra e nell'Anglia orientale, con evidenti barbarie nelle regioni dei combattimenti. All'inizio degli anni 1150 i baroni e la Chiesa erano più che desiderosi di concludere una pace duratura.
Re Stefano, in ogni caso, bersagliò Brien FitzCount, sostenitore di Matilda, al castello di Wallingford costruendo dei controcastelli vicino a Wallingford. Enrico lanciò attacchi verso quei controcastelli e una battaglia tra le forze era immaginata. William d'Aubigny, I conte di Arundel, riuscì a persuadere gli altri della futilità di altri combattimenti. Una tregua temporanea fu raggiunta a Wallingford sulle rive del Tamigi, ma Eustachio, il figlio di Stefano, si oppose a un eventuale accordo. In seguito all'improvvisa morte del figlio del re nell'agosto del 1153, sembra che un accordo più formale fu scritto a Winchester nel novembre 1153, siglato in seguito a Westminster.
Tuttavia i combattimenti continuano in seguito a Wallingford. Stefano perde le città di Oxford e Stamford, conquistate da Enrico, mentre era occupato a combattere Hugh Bigod nell'est dell'Inghilterra. Il castello di Nottingham, tuttavia, resistette a un assalto degli Angioini. Nel frattempo, Enrico di Blois, fratello di Stefano, e l'arcivescovo di Canterbury Teobaldo si unirono nello scopo di procurare al regno una pace permanente tra le due parti, facendo pressioni su Stefano affinché accettasse l'accordo. Le armate di Stefano ed Enrico Plantageneto si incontrarono ancora a Winchester, dove i due comandanti ratificarono i termini della pace permanente a novembre.

## Termini del trattato
Stefano annunciò il trattato di Winchester nella cattedrale di Winchester: riconobbe Enrico Plantageneto (o FitzEmpress) come suo figlio adottivo e successore, in cambio Enrico avrebbe omaggiato il re. Le altre condizioni includevano:
- Stefano promise di dare ascolto al consiglio di Enrico, ma mantenne tutte le prerogative reali;
- L'ultimo figlio maschio rimanente al re, Guglielmo, avrebbe fatto omaggio a Enrico e rinunciato a ogni pretesa sul trono, in cambio le sue terre sarebbero state assicurate;
- I castelli reali chiave sarebbero stati tenuti da Enrico tramite dei garanti, mentre Stefano avrebbe avuto accesso ai castelli di Enrico;
- I numerosi mercenari stranieri sarebbero stati smobilizzati e mandati a casa.[4]

Stefano ed Enrico ratificarono il trattato con il bacio della pace nella cattedrale. Enrico II ricompensò in seguito Wallingford per la sua assistenza nello sforzo bellico con lo statuto reale nel 1155.